# Chapelieria lemyrioides
Chapelieria lemyrioides là một loài thực vật có hoa trong họ Thiến thảo. Loài này được A.Chev. mô tả khoa học đầu tiên năm 1942.